# Gzim och den frusna sjön
Gzim och den frusna sjön är en bronsskulptur av Knutte Wester i tre exemplar. Dessa återfinns i Skellefteå, Täby och Västerås.
Skulpturen är ett minne efter den kosovoalbanska pojken Gzim Dervishi som Wester träffade på ett flyktingläger i Boliden. Pojken, som flytt Kosovo-kriget, fick 2003  veta att han skulle utvisas från Sverige. Detta berättade han för konstnären vid ett bänkbord vid en frusen sjö. Skulpturen skildrar det ögonblicket vid sjön när Dervishi berättade att han inte fick stanna i Sverige. Wester reste till Kosovo 2005 och letade reda på honom. De har därefter hållit kontakten per brev.
Den första skulpturen kom till Smedjegatan/Sturegatan i centrala Västerås 2012. På FN-dagen 2014 invigdes den andra skulpturen som placerats i Skellefteå stadspark. Den stals 2019 men återfanns efter några timmar.
Den tredje statyn placerades i Täby centrum efter en folkomröstning där 60 procent av de röstande önskade just Gzim och den frusna sjön.
Dervishis väg genom livet har skildrats även i andra utställningar av Wester samt i den uppmärksammade dokumentärfilmen Längs Guldgatan.